# Pretty on the Inside
Pretty on the Inside är rockgruppen Holes debutalbum, utgivet i augusti 1991 på skivbolaget Caroline Records. Det var gruppens första stora utgivning sedan bildandet 1989, och framfördes av sångaren och kompgitarristen Courtney Love, sologitarristen Eric Erlandson, basisten Jill Emery samt trummisen Caroline Rue. Pretty on the Inside producerades av Sonic Youths sångare och basist Kim Gordon och Gumballs frontfigur Don Fleming.
Albumet är starkt influerat av noise- och punkrock, och domineras av grafiska låttexter, distade gitarriff, skrikande sång och "slabbig punketik". Vid utgivningen blev albumet väl mottaget av den alternativa musikpressen med positiva recensioner i tidskrifter som Spin och NME. I kontrast med en måttlig framgång i USA fick Pretty on the Inside mer uppmärksamhet i Storbritannien där singeln "Teenage Whore" gick in som etta på UK Indie Chart i september 1991.
Pretty on the Inside har sålts i över 200 000 exemplar i USA och uppnått ett kultfölje bland rockfans. Trots kritikerhyllningar har Love på senare tid beskrivit albumet som "olyssningsbar". En LP-version av albumet lanserades i USA i augusti 2011 för att fira dess 20-årsjubileum.

## Låtlista
Alla låtar är skrivna och komponerade av Courtney Love, Eric Erlandson, Jill Emery och Caroline Rue om inget annat anges. 
| Nr           | Titel                  | Kompositör               | Längd |
| ------------ | ---------------------- | ------------------------ | ----- |
| 1.           | Teenage Whore          |                          | 2:57  |
| 2.           | Babydoll               |                          | 4:59  |
| 3.           | Garbadge Man           |                          | 3:19  |
| 4.           | Sassy                  |                          | 1:43  |
| 5.           | Good Sister/Bad Sister |                          | 5:47  |
| 6.           | Mrs. Jones             |                          | 5:25  |
| 7.           | Berry                  |                          | 2:46  |
| 8.           | Loaded                 |                          | 4:19  |
| 9.           | Starbelly              |                          | 1:46  |
| 10.          | Pretty on the Inside   |                          | 1:27  |
| 11.          | Clouds                 | Joni Mitchell, arr. Hole | 3:58  |
| Total längd: | Total längd:           | Total längd:             | 38:26 |

## Medverkande
Information från albumet.
Hole
- Courtney Love – sång, kompgitarr
- Eric Erlandson – sologitarr
- Jill Emery – bas
- Caroline Rue – trummor, slagverk

Tekniker
- Kim Gordon – producent
- Don Fleming – producent
- Brian Foxworthy – ljudtekniker

Designer
- Vicki Berndt – fotografi
- Pizz – omslagsdesign (framsida)
- Jill Emery – omslagsdesign (baksida)

## Fotnoter
1. ↑  På den ursprungliga amerikanska CD-utgåvan är "Pretty on the Inside" och "Clouds" sammanslagna till en låt.